# HAMDARD
HAMDARD – nadająca w językach pasztuńskim i dari rozgłośnia radiowa działająca w polskich bazach wojskowych w Afganistanie i przeznaczona dla Afgańczyków.
Rozgłośnią zarządza Zespół Taktycznych Działań Psychologicznych (PKW Afganistan), który prowadzi studia zlokalizowane w bazach Ghazni i Warrior. Radio HAMDARD rozpoczęło nadawanie 28 kwietnia 2009 roku, a program jest emitowany w godzinach od 10 do 20 czasu lokalnego. Stację można odbierać na terenie kontrolowanej przez Wojsko Polskie prowincji Ghazni i jej okolic; największą popularnością cieszy się w dystryktach Ghazni, Andar, Dih Yak, Giro, Rashidan, Qarabagh, Waghaz i Jaghori.
Radio ma format muzyczno-informacyjny z naciskiem na kwestie dotyczące życia społeczeństwa, gospodarki i polityki kraju oraz kwestie zdrowia. Wojsko Polskie prowadzi także akcje zachęcające do słuchania radia i rozdaje odbiorniki radiowe - do tej pory 20 tysięcy sztuk.